# Alšia
Alšia, před průtokem jezerem Alšia také nazývaná Alšyčia, je říčka v Litvě, v západní části okresu Prienai (horní tok v okrese Kaišiadorys). Vytéká z jezera Švenčius (v okrese Kaišiadorys, plocha 51 ha), 10 km na severozápad od města Aukštadvaris pod názvem Alšyčia. Teče zpočátku směrem západoseverozápadním, u vsi Varkalės se stáčí k jihu, u vsi Buntiškės (již v okrese Prienai) se stáčí k západu, protéká jezerem Alšia (plocha 47 ha), za kterým se již nazývá Alšia. Po soutoku s potokem Kamainė se stáčí k jihu a tímto směrem pokračuje až do soutoku s řekou Verknė, do které se vlévá na jih od vsi Pakrovai, 4 km na západoseverozápad od obce Stakliškės (nedaleko od této obce, před samým soutokem přes řeku vede dálnice A16/E28 a hned za ní se řeka stáčí k jihozápadu), 6 km na západ od městečka Jieznas jako její pravý přítok 25,0 km od jejího ústí do Němenu. U soutoku je areál vesnické turistiky „Alšia“.
Průměrný spád je 275 cm/km. V povodí řeky je nemálo jezer, proto je v řece dostatek vody i v létě a povodňová amplituda je méně než 1 m. Dolní tok Alši je součástí hydrografické rezervace Alšios hidrografinis draustinis.

## Přítoky
Levé:
| Hydrologické pořadí | Řeka       | Délka (km) | Povodí (km²) | Vzdálenost od ústí (km) | Ústí kde | Koordináty ústí |
| ------------------- | ---------- | ---------- | ------------ | ----------------------- | -------- | --------------- |
| 10011084            | Karvė      | 2,8        | 4,2          | 27,4                    |          |                 |
| 10011085            | Veršiukas  | 3,8        | 3,4          | 26,6                    |          |                 |
| 10011086            | Juodupis   | 3,4        | 6,2          | 25,2                    |          |                 |
|                     | Zelvia     | 3,6        | 5,6          | 15,3                    |          |                 |
| 10011092            | Sulinga    | 2,5        | 4,4          | 5,7                     |          |                 |
| 10011093            | Tauriekėlė | 5,7        | 10,7         | 4,2                     |          |                 |
| 10011095            | Meduja     | 2,8        | 3,0          | 2,5                     |          |                 |

Pravé:
| Hydrologické pořadí | Řeka    | Délka (km) | Povodí (km²) | Vzdálenost od ústí (km) | Ústí kde | Koordináty ústí |
| ------------------- | ------- | ---------- | ------------ | ----------------------- | -------- | --------------- |
| 10011087            | Virkius | 9,9        | 18,4         | 17,8                    |          |                 |
| 10011089            | Kamainė | 6,5        | 18,9         | 16,0                    |          |                 |

## Obce při řece
Žydiškės, Nemaitonys, Varkalės, Sepijoniškės, Buntiškės, Mockonys, Kvedariškės, Noreikiškės, Kielionys, Pieštuvėnai, Alšininkai, Kermošynas, Sudvariškės, Bagdoniškės, Trečionys, Pakrovai